# Iwankiwci (rejon gródecki)
Iwankiwci (ukr. Іванківці) – wieś na Ukrainie, w rejonie gródeckim obwodu chmielnickiego. 